# Allenby Chilton
Allenby C. Chilton (South Hylton, 16 de setembro de 1918 - 15 de junho de 1996) foi um futebolista e treinador inglês, que atuava como defensor.

## Carreira
Allenby Chilton fez parte do elenco da Seleção Inglesa de Futebol que disputou a Copa do Mundo de 1954.

## Ligações Externas
- Perfil em FIFA.com (em inglês)